# Rath & Doodeheefver

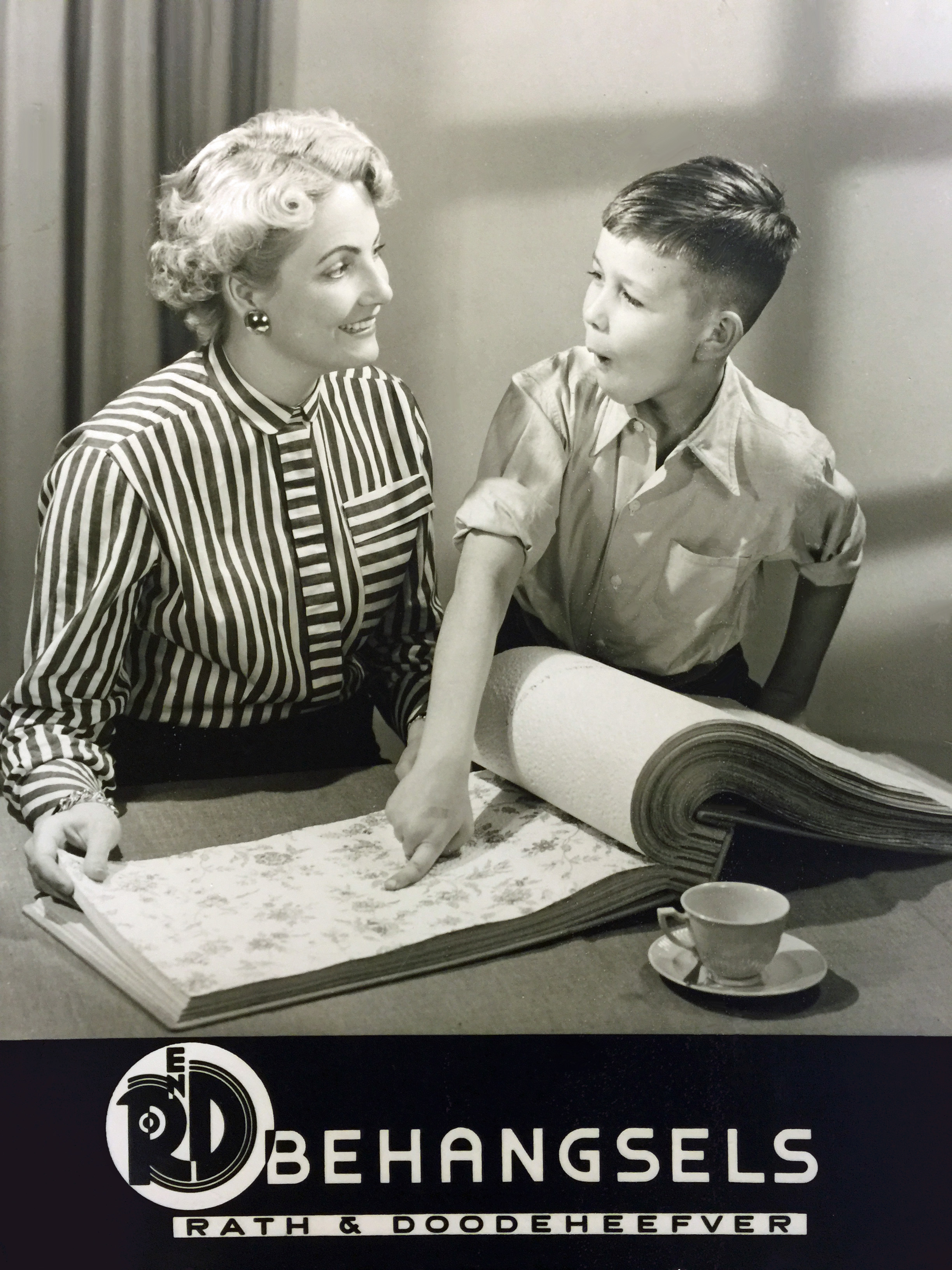
Brochure van Rath & Doodeheefver, ca. 1940.

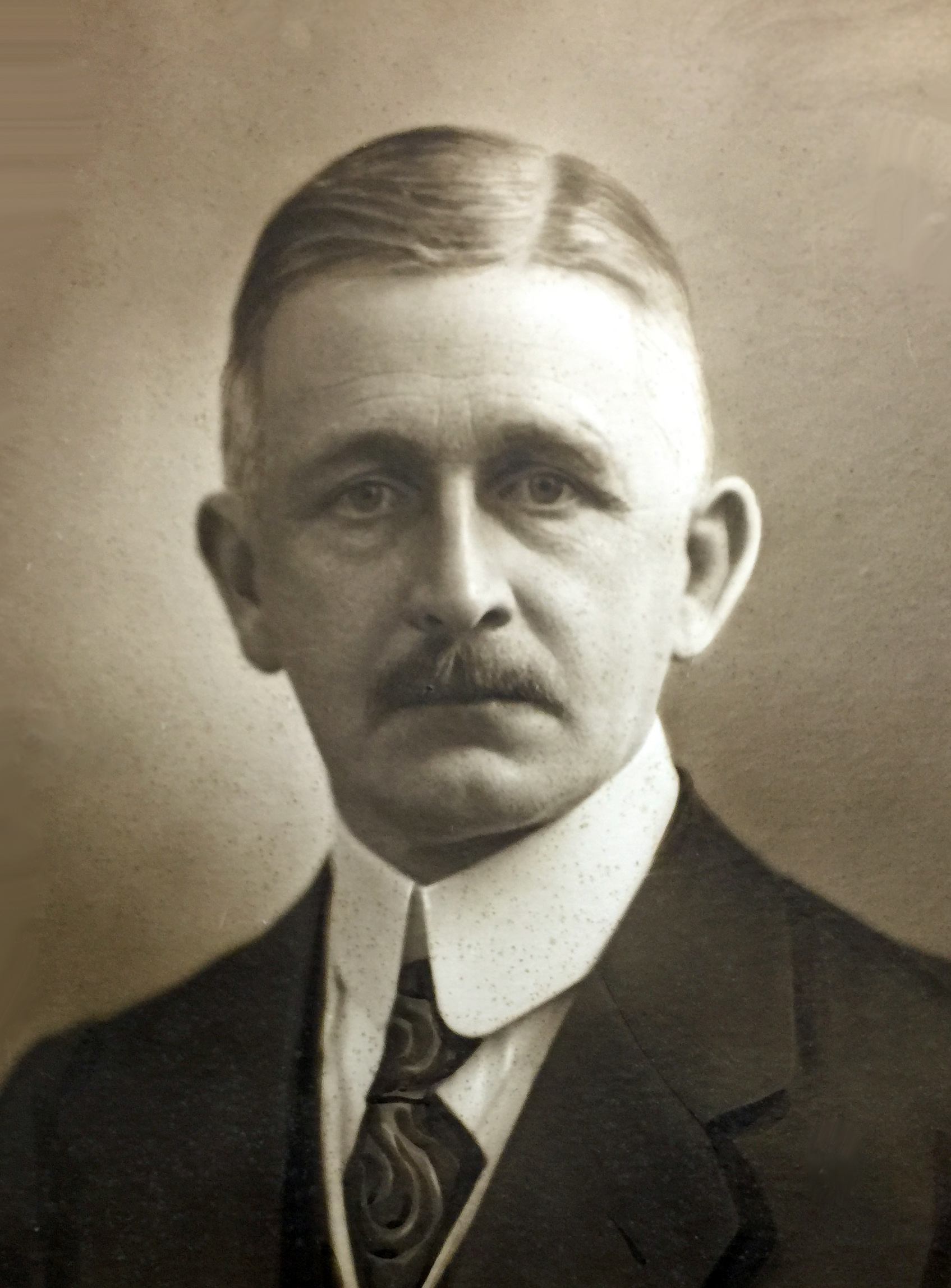
Johannes Christoffel Doodeheefver Jr. (1864-1923), mede-oprichter met Friederich Christian (F.C) Rath (1847-1916) van N.V. Rath & Doodeheefver Behangselpapierhandel.

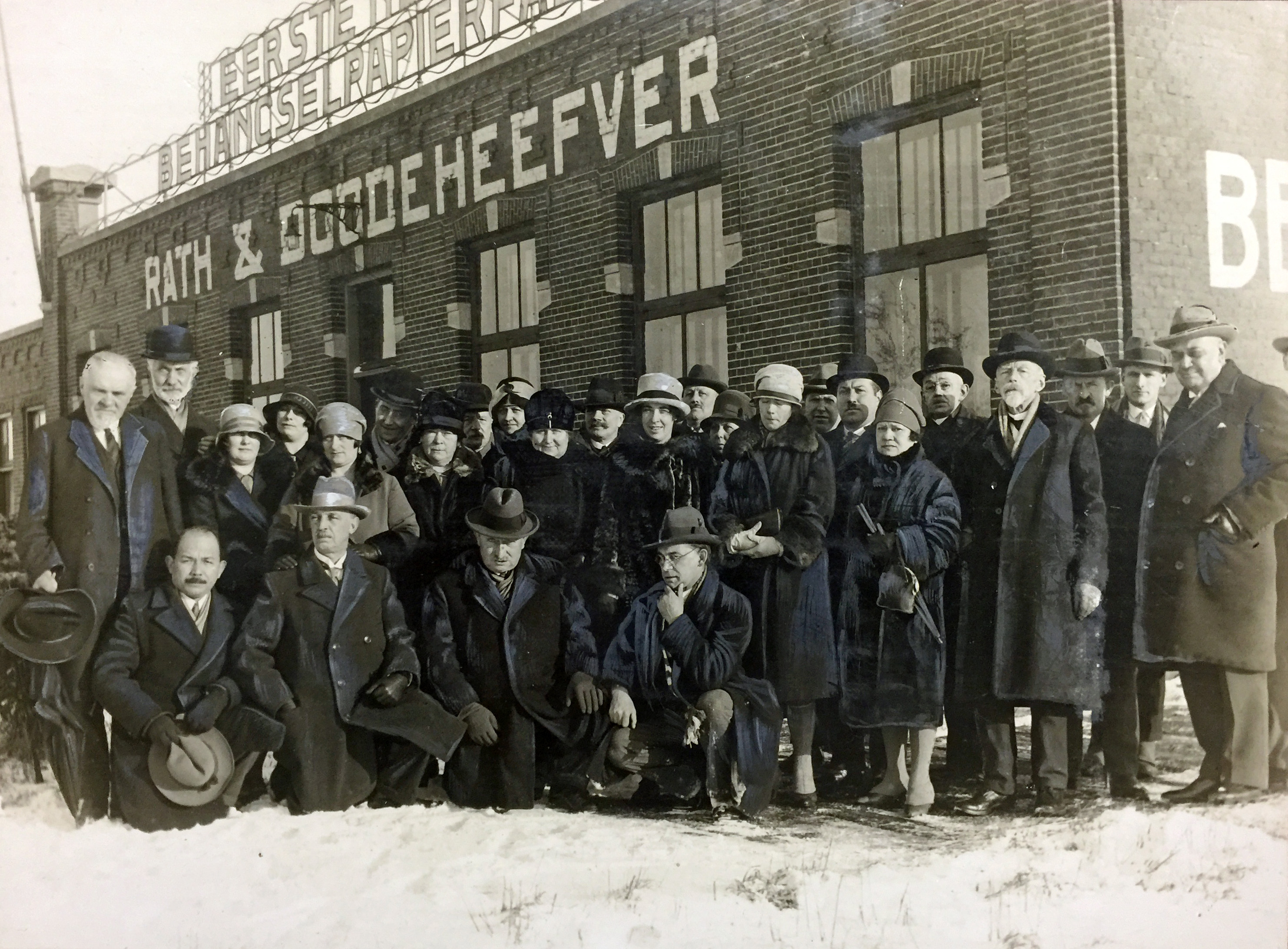
De fabriek in Schiebroek, vlak bij Rotterdam, ca. 1926.

N.V. Rath & Doodeheefver’s Behangselpapierhandel is een voormalige Nederlandse behangselfabrikant.

## Ontstaan
In 1860 richtte Johannes Christoffel Doodeheefver Sr. (1836-1871) in de Tweede Weteringsdwarsstraat te Amsterdam een stoffeerdersbedrijf op. Na het overlijden van de oprichter trouwde zijn weduwe met meesterknecht Friederich Christian Rath (1847-1916). Hieruit ontstond in 1890 Rath & Doodeheefver’s Behangselpapierhandel (R&D), opgericht door J.C. Doodeheefver Jr. (1864-1923) tezamen met zijn stiefvader F.C. Rath. Vanaf 1890 begon het bedrijf met het importeren en verkopen van behangsels, naar ontwerp van onder andere leden van de Deutsche Werkbund en Wiener Werkstätte. Uitgangspunt was het leveren van betaalbare producten voor iedere beurs. In 1912 zette R&D een gebouw neer aan de Prinsengracht van maar liefst zeven etages, dat als bijnaam " het Behangselpaleis " kreeg. Door de verder uitdijende klantenkring, ook buiten Amsterdam, werden vervolgens filialen in Rotterdam, Den Haag, Groningen, Arnhem, Breda en Utrecht opgericht en later ook in een aantal grote Belgische steden. Friederich Christian Rath overleed in 1916 zonder kinderen.

## Behang voor de grote markt
J.C. Doodeheefver Jr. (1864-1923) had vier zonen: Hendrik Petrus (Piet), Frederik Christiaan (Fred), Johannes Christoffel (Joop) en Paul Johan (Paul). Bij het bereiken van de meerderjarige leeftijd van zijn oudste zoon Hendrik Petrus (Piet) Doodeheefver (1889-1971), zette vader J.C. Doodeheefver Jr. het bedrijf om in een nv. Een jaar later werd de zoon ook mededirecteur. In 1920 trad vader terug en werd Piet Doodeheever de enige directeur. Nadat er al ruim 20 jaar geen behang meer was geproduceerd in Nederland, herstelde Piet in 1921 de nationale behangindustrie weer in ere door een eigen fabriek te beginnen voor de productie van traditionele behangsels voor een grote markt. Dit bleek een groot succes. Het liep zo goed dat de in 1926 overgenomen "Eerste Nederlandsche Behangselpapierfabriek" in Schiebroek bij Rotterdam, uit zijn jasje groeide en er in 1934 een grote fabriek aan de Duivendrechtsekade 54 in de Amsterdamse Watergraafsmeer werd geopend, naar ontwerp van architect H.D. Tabak.
Op het hoogtepunt telde de fabriek 700 personeelsleden.

## Kunstenaarsbehangsels
In 1924 introduceerde R&D onder leiding van de architect Jan Rutgers de collectie kunstenaarsbehangsels, ontworpen door o.a. Jaap Gidding, Ad Grimmon, Anton Hamaker, Jacob Jongert, Cornelis van der Sluys en Lambertus Zwiers. De verkoopresultaten van dit kleine productiesegment vielen nogal tegen, doordat de grote en abstract-grillige dessins in felle kleuren in het algemeen ongeschikt waren voor toepassing in kleinere woningen. Beter geslaagd waren de oudere, minder felgekleurde behangsels met kleinere dessins naar ontwerpen van Theo Nieuwenhuis, C.A. Lion Cachet, H.P. Berlage, die R&D vanaf 1925 samen met de Helmondse textieldrukkerij P. Fentener van Vlissingen & Co onder de naam 'Het Behang en het Gordijn' ging uitvoeren. De resultaten van dit project, dat tot doel had meer eenheid in het Nederlandse interieur te brengen, werden in 1927 in een door de pers goed ontvangen expositie in het Stedelijk Museum in Amsterdam getoond.
Chris Lanooy, Thom Posthuma en Cornelis van der Sluys ontwierpen vanaf 1928 geometrisch-kubistische dessins voor behangsels die werden geleverd met bijpassende gordijnstoffen. In de jaren die volgden kregen de kunstenaarsprojecten van R&D steeds minder aandacht. De voornaamste reden was de geringe verkoop, door de hogere prijzen, en de veranderende smaak van het publiek. Onder invloed van het Bauhaus gaf men meer en meer de voorkeur aan lichte tinten in huis en aan dessins geïnspireerd op structuren van geweven stoffen. In 1931 kwam de laatste door kunstenaars gesigneerde collectie op de markt. Bij het behang van Marie Kuyken bleef R&D echter tot in de jaren dertig cretonnes in de collectie houden. Alleen aan haar werden ook nog na de Tweede Wereldoorlog opdrachten verstrekt. In de jaren vijftig volgde R&D de moderne ontwikkelingen door opdrachten te geven aan ontwerpers die de idealen van de Stichting Goed Wonen onderschreven.

## N.V. Behangselpapierfabriek Rath & Doodeheefver in België ("erdé" TM)
Het jongste van de vier gebroeders Doodeheefver, Paul Johan Doodeheefver (1908-1990), vestigde zich in 1935 in Brussel om een filiaal van de Nederlandse behangselfabrikant in België te besturen.
Eerst met de firma P.V.B.A. Fixa Color opgericht in 1944, later vanaf 1949 met de N.V. Behangselpapierfabriek Rath & Doodeheefver, groeide het Belgische filiaal zo vlug dat een eerste Belgische fabriek van 8.000 M2 op een grond van 1,26 hectares in Duffel rond Antwerp in 1951 moest geopend worden. Eric Tom Doodeheefver (1937), de zoon van Paul Johan Doodeheefver, leidde in jaren 1971-1973 de bouw en de opening van een tweede grotere fabriek van 25.000 M2 op een grond van 10 hectares in Erembodegem hiernaast Aalst met 300 personeelsleden.
Het Belgische filiaal had zijn hoofdzetel in 1000 Brussel, Philippe de Champagnestraat 23 en filialen werden vervolgens in een aantal grote Belgische steden opgericht, onder andere in Antwerpen, Brugge, Charleroi, Gent, Hasselt, Liège (Luik), Namur (Namen) en Tournai (Doornik).

## Einde van een tijdperk
Rath & Doodeheefver kocht door de jaren heen diverse concurrenten op, maar begin jaren tachtig was de internationale behangverkoop zodanig teruggelopen dat een ingrijpende reorganisatie noodzakelijk werd. In 1981-1982, kocht Rath & Doodeheefver concurrent Goudsmit-Hoff te Rijen, een bedrijf dat ook in de jaren twintig veel met kunstenaars had samengewerkt. De Amsterdamse fabriek werd een jaar later gesloten en de handelsmaatschappijen van Goudsmit-Hoff werden in 1983 samengevoegd tot een werkmaatschappij met een hoofdkantoor aan de Contactweg in Amsterdam, een fabriek in Rijen, Julianastraat, en 14 landelijke verkooppunten. Maar in de jaren '90 gingen steeds meer Nederlanders en Belgen voor het "latexen" in plaats van behangen. De fabriek van Goudsmit-Hoff te Rijen is nog tot het faillissement in 1998 behang blijven produceren.
Het grootste deel van de bedrijfsverzameling van R&D werd na het faillissement opgenomen in het Sikkens Museum in Sassenheim. Na sluiting van het bedrijfsmuseum in 2012 achtte men het nodig een andere bestemming te vinden, vanwege de grote cultuurhistorische waarde. De vrijwel complete collectie stalenboeken, in combinatie met ontwerpen van een aantal toonaangevende (sier)kunstenaars, geeft immers een overzicht van de toepassing van behangdessins in de 20ste eeuw in Nederland. Nadat de Stichting Historische Behangsels en Wanddecoraties in Nederland (SHBW) diverse instanties had gewezen op het belang van behoud en ontsluiting van de gehele collectie, kwam de R&D-collectie uiteindelijk in 2015/2016 onder beheer van het Amsterdam Museum, dankzij de bemiddeling van de Stichting Onterfd Goed en de SHBW.

## Leden van de familie Doodeheefver
- Johannes Christoffel Doodeheefver Sr. (1836-1871), oprichter van een behanger en stoffeerdersbedrijf in 1860
  - Johannes Christoffel Doodeheefver Jr. (1864-1923), oprichter van de firma N.V. Rath & Doodeheefver Behangselpapierhandel
    - Hendrik Petrus (Piet) Doodeheefver (1889-1971), benoemd in 1912 tot Directeur van Rath & Doodeheefver
      - Johannes Christoffel (Joop) Doodeheefver (1924-2001), ontwerper-colorist bij Rath & Doodeheefver

    - Frederik Christiaan (Fred) Doodeheefver (1897-1976), Directeur van Rath & Doodeheefver
    - Johannes Christoffel (Joop) Doodeheefver (1900-1982), Directeur van Rath & Doodeheefver
      - Frederik Christiaan (Frits) Doodeheefver (1930-2013)

    - Paul Johan (Paul) Doodeheefver (1908-1990), Directeur van Rath & Doodeheefver Nederland & België
      - Eric Tom (E.T.) Doodeheefver (1937), Directeur van Rath & Doodeheefver België

## Cultuurdragers
- In de bundel Sneeuwwitje (1949) publiceerde Gerrit Achterberg zijn gedicht met de titel Rath & Doodeheefver.[8]
- In opdracht van Het Nieuwe Instituut ontwikkelde het kunstenaarsduo Lernert & Sander, een ruimtelijke installatie en een performance op basis van de historische collectie van R&D, voor de Salone del Mobile 2014, de internationale designbeurs in Milaan.[9]